# Владимирова Валентина Харлампіївна
Влади́мирова Валенти́на Харла́мпіївна (поширений варіант Владі́мірова; *22 листопада 1927, Василівка, Кіровоградська область, УРСР — †23 березня 1994, Москва, Росія) — радянська і російська актриса театру та кіно. Заслужена артистка РРФСР (1969).

## Біографія

Валентина Владимирова поблизу рідної школи в селі Дібрівка

Після закінчення німецько-радянської війни вступила до Харківського інженерно-економічного інституту. Вчилась там два роки, потім переїхала до Москви і вступила до Всесоюзного державного інституту кінематографії, який закінчила у 1955 році (майстерня Б. Бібікова та О. Пижової).
У 1955—1992 рр. — актриса Театру-студії кіноактора.
Дебютувала в кіно у 1955 році, спочатку в епізодичних ролях. Зіграла близько сотні ролей в теле- і кінофільмах. Втілювала на екрані образ простої російської жінки. Одна з найбільш відомих і улюблених глядачем актрис радянського кіно.
Знялася в ряді картин українських кіностудій — к/ст. ім. О. Довженка та Одеської: «Ніколи» (1962), «Сумка, повна сердець» (1964), «Авдотья Павлівна» (1966), «Бур'ян» (1966), «Варчина земля» (1969), «Всього три тижні...» (1971), «Тут нам жити» (1972), «Вогонь» (1973), «Стара фортеця» (1973), «Мріяти і жити» (1975), «Підпільний обком діє» (1978), «Пора літніх гроз» (1980).
Померла в повній самоті на своїй дачі. Похована на Ваганьківському цвинтарі в Москві (ділянка № 43).

## Фільмографія
- 1955 — Вольниця
- 1955 — Перший ешелон — цілинниця
- 1957 — Летять журавлі — солдатка
- 1957 — Тугий вузол — (інша назва) Саша вступає у життя — Клавдія Позднякова, скотниця
- 1957 — Поема про море — Марія Кравчина
- 1959 — Аннушка — Настя
- 1959 — В степовій тиші
- 1959 — Все починається з дороги — Катерина Іванівна
- 1960 — Воскресіння — арештантка
- 1960 — Кінець старої Березівки — Варвара Миколаївна, мама Лізи та Борі
- 1960 — Перше побачення — активістка на заводі
- 1960 — Проста історія — Авдотья, подруга Саші Потапової
- 1960 — Стрибок на зорі — Таїсія Гаврилівна
- 1960 — Ровесник століття
- 1960 — Яша Топорков — дружина Прошки
- 1961 — Водяний (к/м) — Кланя, дружина Ликова
- 1961 — Два життя
- 1961 — Любушка — Настася
- 1961 — Відрядження — колгоспниця
- 1961 — Чортова дюжина — пасажирка-колгоспниця
- 1962 — Ніколи — Маша
- 1963 — Понеділок — день важкий — прибиральниця
- 1963 — Найповільніший поїзд — тьотя Паша
- 1963 — Сліпий птах — пасажирка поїзду з дитиною
- 1963 — Це сталося в міліції — Зінаїда Гаврилівна
- 1964 — Донська повість — Фрося
- 1964 — Криниці — Ксенія Федосівна Снігур
- 1964 — Голова — Поліна Коршикова
- 1964 — Світло далекої зірки — Настя, сусідка Прохорових
- 1964 — Сумка, повна сердець — Мотря
- 1965 — Жінки — Єлизавета Федорівна
- 1965 — Дзвонять, відкрийте двері
- 1965 — Гра без правил — Марфа Кротова
- 1965 — Повз вікон йдуть поїзди — Парамонова
- 1966 — Авдотья Павлівна — Ніна, дружина директора школи
- 1966 — Не забудь... станція Лугова — Марія Агафонова
- 1966 — Бур'ян — Секлета
- 1967 — Весна на Одері — медсестра
- 1967 — Зареченські наречені(к/м) — мати нареченої Трифонова
- 1967 — Незабутнє
- 1967 — Про дива людські
- 1967 — Стюардеса (к/м) — скандальна пасажирка
- 1967 — Три дні Віктора Чернишова — Катерина, мати Чернишова
- 1968 — Віринея — Онися Єгорівна
- 1968 — Кроки по землі — мати Санька
- 1968 — Іван Макарович — мати Кольки
- 1968 — Угрюм-ріка — Марія Кирилівна Громова
- 1969 — Варчина земля — Надія Єгорівна, тітка Варки
- 1969 — Непідсудний — жінка з поросям
- 1969 — П'ятий день осінньої виставки(к/м) — Донька
- 1969 — Я його наречена — Саврасова
- 1970 — Крадіжка
- 1970 — На заре туманной юности
- 1970 — Нічна зміна — Клава
- 1970 — Салют, Маріє! — Мати Марії
- 1970 — Щаслива людина — Маслова
- 1971 — Пропажа свідка — Агафія Василівна, адміністратор готелю
- 1971 — Смертний ворог — Параска
- 1971 — Всього три тижні... — Касьяненко
- 1971 — Старики-розбійники — Марфа Тихонівна Воробйова
- 1971 — Тіні зникають опівдні — Марфа
- 1971 — Холодно — гаряче — Євдокія Семенівна, прибиральниця в бібліотеці
- 1972 — Найостанніший день — мати
- 1972 — Перший іспит (к/м)
- 1972 — Вулиця без кінця — мама Валя
- 1972 — Тут нам жити — Текля
- 1973 — Призначення — Марія Михайлівна
- 1973 — Комісар Сергушин
- 1973 — Будинок з привидами
- 1973 — Вогонь — дружина пасічника
- 1973 — Стара фортеця — Марія Опанасівна, тітка Василя
- 1974 — Любов земна — Ніна Іванівна, секретар Брюханова
- 1974 — Свій хлопець — родичка Алі
- 1974 — Мріяти і жити — подруга матері
- 1974 — Північний варіант — тітка Таня, кухарка
- 1975 — Ау-у! — Торговка овочами
- 1975 — І під'їхали до хати свати
- 1975 — Єдина… — суддя
- 1975 — Сім'я Іванових — Валентина Запрягаєва
- 1975 — Чужі листи — Антоніна Карпівна, вчитель біології
- 1975 — Крок назустріч — Марія Тимофіївна
- 1976 — Близька далечінь — Клавдія
- 1977 — Білий Бім Чорне вухо — сусідка
- 1977 — Приїзжа — тітка Фіма, мати Івана
- 1978 — Молода дружина — Руфіна
- 1978 — Підпільний обком діє — Петрівна
- 1978 — Розклад на післязавтра — Парасковія Павлівна Ігнатова
- 1979 — Тут, на моїй землі — мати Назарова
- 1979 — З коханням навпіл
- 1980 — На березі великої ріки
- 1980 — Пора літніх гроз — тітка Олена
- 1980 — Остання втеча — Антоніна, буфетниця
- 1980 — У матросів немає питань — Пасажирка
- 1982 — Межа бажань — жінка в електричці
- 1983 — Одружений холостяк — мама Сергія Петрова
- 1983 — Спокій скасовується — Степанида Петрівна
- 1989 — Жінки, яким пощастило — тітка Груня, кастелянша в дитбудинку
- 1992 — Білі одежі та ін.

## Пам'ять
- 1997 — У російському документальному телепроєкті (рос.)«Чтобы помнили» одна з серій присвячена актрисі: «Валентина Владимирова. Фільм 39».